# Okręg wyborczy Waveney
Okręg wyborczy Waveney powstał w 1983 r. i wysyłał do brytyjskiej Izby Gmin jednego deputowanego. Okręg obejmował miasto Lowestoft w hrabstwie Suffolk oraz okoliczne wsie. Przed wyborami w 2024 został zlikwidowany.

## Deputowani do brytyjskiej Izby Gmin z okręgu Waveney
- 1983–1987: James Prior, Partia Konserwatywna
- 1987–1997: David Porter, Partia Konserwatywna
- 1997–2010 : Bob Blizzard, Partia Pracy
- 2010–2024: Peter Aldous, Partia Konserwatywna